# 松古米纳萨

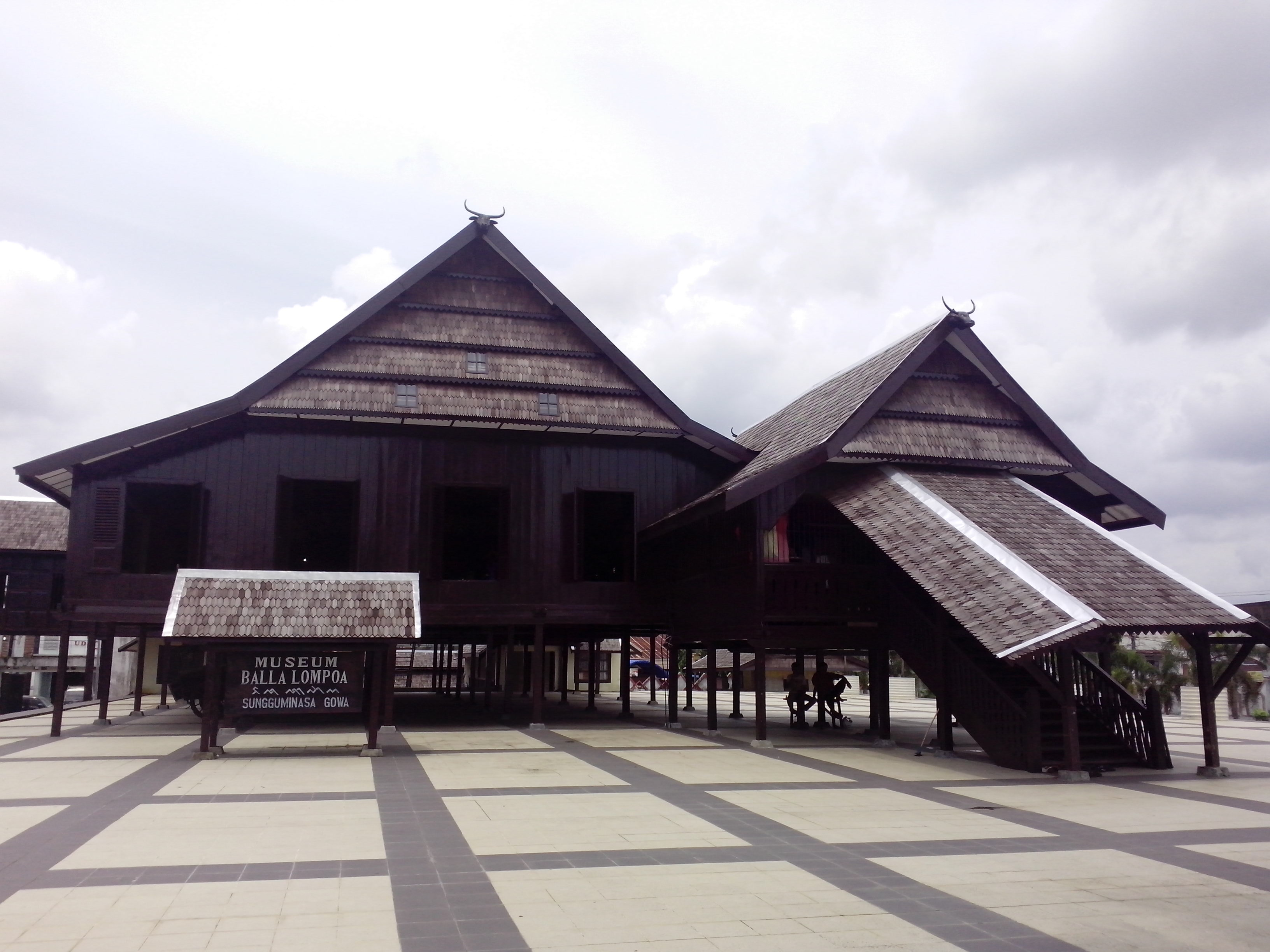
松古米纳萨的Balla Lompoa博物馆

松古米纳萨（Sungguminasa）是印度尼西亚南苏拉威西省的一个城镇，是戈瓦县的县治所在，位于苏拉威西岛南半岛西南，西北紧靠望加锡城区，位于官方规定的望加锡大都会区范围之内。2010年统计，松古米纳萨所在的Somba Opu区（Kecamatan Somba Opu）共有130,287人。松古米纳萨是历史上戈瓦苏丹国的首都，有许多苏丹国时期的遗迹，如Samba Opu城堡。杰尼贝朗河穿过城区。

## 资料来源
1. ↑  Balla Lompoa Museum （页面存档备份，存于） Museum Indonesia
2. ↑  Biro Pusat Statistik, Jakarta, 2011.